# Municipio Calakmul
Koordinaten: 18° 30′ N, 89° 35′ W
Calakmul ist ein  Municipio im mexikanischen Bundesstaat Campeche. Das Municipio hat 26.882 Einwohner (Zensus 2010) und ist 14.031,5 km² groß. Verwaltungssitz und größter Ort des Municipios ist Xpujil.
Der Name Calakmul bedeutet übersetzt ‚Stadt der nebeneinanderliegenden Hügel‘. Im Municipio liegen zahlreiche archäologische Stätten, darunter neben dem namensgebenden Calakmul auch Balamkú, Becán, Chicanná, Hormiguero, Nadzcaan, Río Bec, Uxul und Xpuhil. Das Municipio wurde 1996 durch Loslösung vom Municipio Hopelchén geschaffen.

## Geographie
Das Municipio Calakmul bildet den Südosten des mexikanischen Bundesstaats Campeche und liegt weitgehend auf einer Höhe zwischen 100 m und 200 m. Es zählt zur Gänze zur physiographischen Provinz der Halbinsel Yucatán sowie zur Subprovinz des Karsts und der Hügelketten von Campeche. Die Geologie des Municipios wird von Kalkstein dominiert (81 %) bei 19 % Alluvionen; vorherrschende Bodentypen sind Leptosol (35 %), Vertisol (34 %) und Phaeozem (25 %). Über 95 % der Gemeindefläche sind bewaldet, je gut ein Prozent dient dem Ackerbau oder als Weideland.
Das Municipio Calakmul grenzt an die Municipios Hopelchén, Candelaria, Escárcega und Champotón sowie an den Bundesstaat Quintana Roo und an Guatemala.

## Bevölkerung
Beim Zensus 2010 wurden im Municipio 26.882 Menschen in etwa 5.900 Wohneinheiten gezählt. Davon wurden 7.401 Personen als Sprecher einer indigenen Sprache registriert, darunter 5317 Sprecher des Chol und 759 Sprecher des Tzeltal. Beinahe 18 % der Bevölkerung waren Analphabeten. 8.219 Einwohner wurden als Erwerbspersonen registriert, wovon ca. 87 % Männer bzw. 1 % arbeitslos waren. Über 46 % der Bevölkerung lebten in extremer Armut.

## Orte
Das Municipio Calakmul umfasst 158 bewohnte localidades, von denen nur der Hauptort vom INEGI als urban klassifiziert ist. Zehn Orte wiesen beim Zensus 2010 eine Einwohnerzahl von über 500 auf, 87 Orte hatten weniger als 100 Einwohner. Die größten Orte sind:
| Ort                                       | Einwohner |
| Xpujil                                    | 3.984     |
| Constitución                              | 1.142     |
| Zoh-Laguna (Álvaro Obregón)               | 1.074     |
| Pablo García                              | 0.699     |
| Ingeniero Ricardo Payro Jene (Polo Norte) | 0.648     |